# Pays de Hadeln
Le pays de Hadeln (en allemand Land Hadeln) est une région naturelle et historique de la Basse-Saxe, dans l'arrondissement de Cuxhaven. Situé entre les estuaires de l'Elbe et de la Weser, il a pour chef-lieu Otterndorf.

## Description
Il est formé de marschen (des marais asséchés et protégés par des digues) d'une altitude faible, entre 0,8 et 2 mètres d'altitude. La proximité de l'Elbe et de la mer du Nord le rend sujet à des inondations.
Il constitue de nos jours une Samtgemeinde, une forme d'intercommunalité regroupant les municipalités de Ihlienworth, Neuenkirchen, Nordleda, Odisheim, Osterbruch, Otterndorf, Steinau et Wanna.